# Ningi (ort)
Ningi (azerbajdzjanska: Cəmiyyət, armeniska: Ննգի, Nngi) är en ort i Azerbajdzjan.   Den ligger i distriktet Xocavənd Rayonu, i den centrala delen av landet, 260 km väster om huvudstaden Baku. Ningi ligger 1 058 meter över havet och antalet invånare är 374.
Terrängen runt Ningi är kuperad. Runt Ningi är det ganska glesbefolkat, med 42 invånare per kvadratkilometer.. Närmaste större samhälle är Müşkapat, 8,5 km öster om Ningi. 
Trakten runt Ningi består till största delen av jordbruksmark.